# Kocaeli (provins)

Karta över Turkiet med Kocaeli markerat.

Kocaeli är en provins i västra Turkiet med kust mot Marmarasjön (İzmitbukten) och Svarta havet. Den hade totalt 1 522 408 invånare i slutet av 2009, och en areal på 3 625,29 km². Provinshuvudstad är İzmit (ibland kallad Kocaeli), och andra stora städer är Gebze, Darıca, Gölcük, Körfez och Derince. Hela provinsen administreras även som en av Turkiets officiella storstadskommuner, med namnet Kocaeli.